# Monteiro Lobato
Monteiro Lobato   (Taubaté, 18 d'abril de 1882 - São Paulo, 4 de juliol de 1948) va ser un escriptor, activista i traductor brasiler.
Va ser un important editor de llibres inèdits i autor d'importants traduccions. Seguidor de Figueiredo Pimentel (Contos de la Carochinha) de literatura infantil brasilera, va ser popularment conegut pel conjunt educatiu de la seva obra de llibres infantils, que constitueix aproximadament la meitat de la seva producció literària. L'altra meitat, són contes (generalment sobre temes brasilers), articles, crítiques, cròniques, prefacis, cartes i llibres sobre la importància de la nacionalització de la producció de ferro (Ferro, 1931) o petroli (O Escândalo do Petróleo, 1936). Va escriure una única novel·la, O Presidente Negro, que no va aconseguir la mateixa popularitat que les seves obres per infants, entre les quals destaquen Reinações de Narizinho (1931), Caçadas de Pedrinho (1933) i O Picapau Amarelo (1939).

## Biografia
Contista, assagista i traductor, Lobato va néixer a la ciutat de Taubaté, interior de São Paulo, l'any 1882. Format en Dret, va actuar com a fiscal. En rebre l'herència deixada pel seu avi, va esdevenir un terratinent. Amb aquest nou estil de vida, Lobato va passar a publicar els seus primers contes en diaris i revistes que, posteriorment, va reunir en el llibre Urupês, la seva primera obra com escriptor. En una època que els llibres brasilers eren editats a París o Lisboa, Monteiro Lobato es va fer també editor, passant a editar llibres també al Brasil. Amb això, va implantar una sèrie de renovacions en els llibres didàctics i infantils.
Es va fer bastant conegut entre els nens, ja que es va dedicar a un estil d'escriptura amb llenguatge simple on realitat i fantasia anaven de la mà. Es pot dir que va ser el precursor de la literatura infantil al Brasil. Els seus personatges més coneguts són: Emília, una nina de drap amb sentiment i idees independents; Pedrinho, personatge amb el que l'autor s'identifica de quan era nen; Vescomte de Sabugosa, el savi panotxa que té actituds d'adult; Cuca, bandida que terroritza tothom, Saci Pererê i altres personatges que formen part de la famosa obra Sítio do Picapau Amarelo, que fins i tot avui és llegit per molts nens i adults. Va escriure, a més, altres obres infantils, com A Menina do Nariz Arrebitado, O Saci, Fábulas do Marquês de Rabicó, Aventuras do Príncipe, Noivado de Narizinho, O Pó de Pirlimpimpim, Emília no País da Gramática, Memórias da Emília, O Poço do Visconde, i A Chave do Tamanho.
A part dels llibres infantils, va escriure altres obres literàries, com ara O Choque das Raças, Urupês, A Barca de Gleyre i O Escândalo do Petróleo. En aquest últim llibre, demostra tot el seu nacionalisme, posicionant-se totalment favorable a l'explotació del petroli brasiler, només per empreses de capital nacional.

## Obra

### Col·lecció Sítio do Picapau Amarelo
- 1921 — O Saci
- 1922 — Fábulas

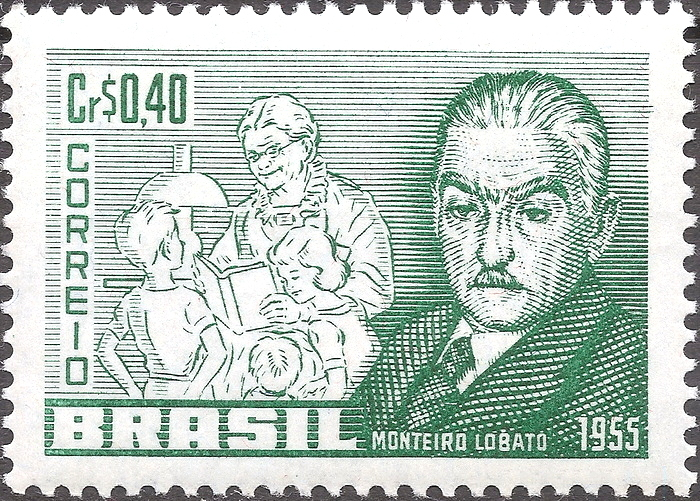
Segell postal de 1955 emès en homenatge a Monteiro Lobato. Enrere d'ell estan Donya Benta, Narizinho, Emília i Pedrinho.

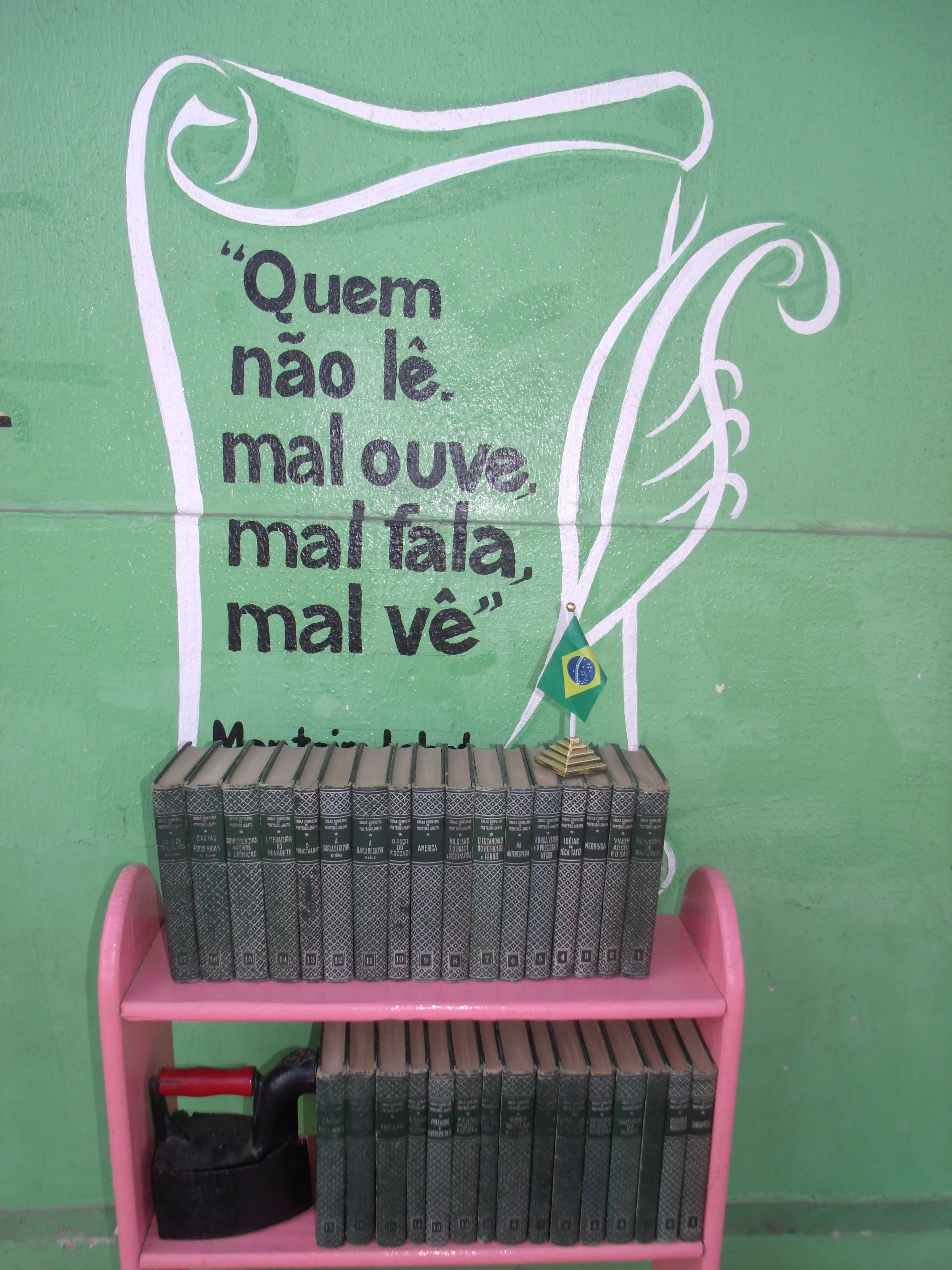
Col·lecció d'obres de l'autor.

- 1927 — As Aventuras de Hans Staden
- 1930 — Peter Pan
- 1931 — Reinações de Narizinho
- 1932 — Viagem ao céu
- 1933 — Caçadas de Pedrinho
- 1933 — História do Mundo para as Crianças
- 1934 — Emília no País da Gramática
- 1935 — Aritmética da Emília
- 1935 — Geografia de Dona Benta
- 1935 — História das Invenções
- 1936 — Dom Quixote das crianças
- 1936 — Memórias da Emília
- 1937 — Serões de Dona Benta
- 1937 — O Poço do Visconde
- 1937 — Histórias de Tia Nastácia
- 1939 — O Picapau Amarelo
- 1939 — O Minotauro
- 1941 — A Reforma da Natureza
- 1942 — A Chave do Tamanho
- 1944 — Os doze trabalhos de Hércules (dois volumes)
- 1947 — Histórias Diversas

### Altres llibres infantils

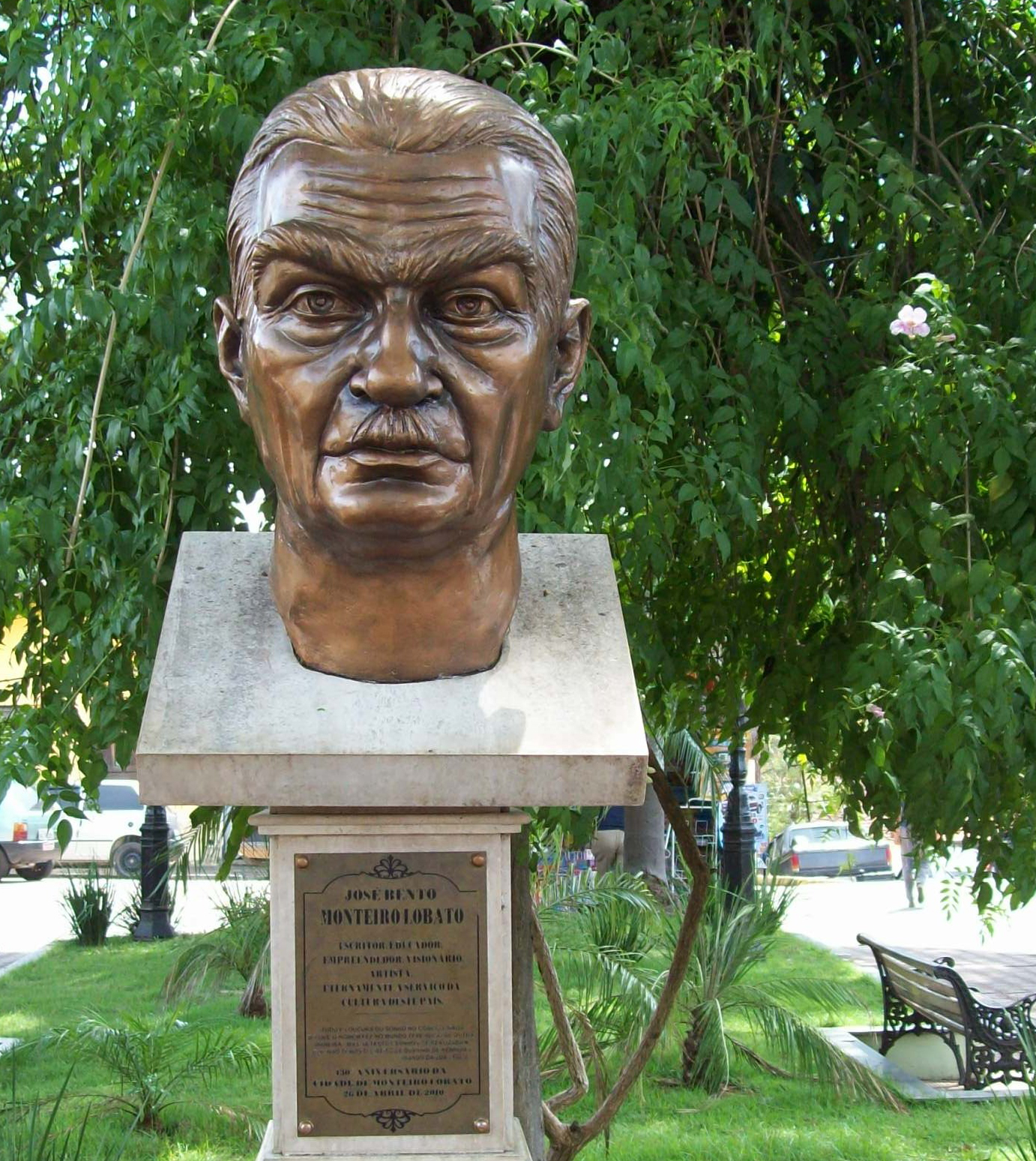
Bust de l'escriptor en la plaça cèntrica del municipi Monteiro Lobato, São Paulo.

Alguns van ser inclosos, posteriorment, en els llibres de la sèrie O Sítio do Picapau Amarelo. Els primers van ser compilats en el volum Reinações de Narizinho, de 1931.
- 1920 — A menina do narizinho arrebitado
- 1921 — Fábulas de Narizinho
- 1921 — Narizinho arrebitado (inclòs a Reinações de Narizinho)
- 1922 — O marquês de Rabicó (inclòs a Reinações de Narizinho)
- 1924 — A caçada da onça
- 1924 — Jeca Tatuzinho
- 1924 — O noivado de Narizinho (inclòs a Reinações de Narizinho, amb el nom de O casamento de Narizinho)
- 1928 — Aventuras do príncipe (inclòs a Reinações de Narizinho)
- 1928 — O Gato Félix (inclòs a Reinações de Narizinho)
- 1928 — A cara de coruja (inclòs a Reinações de Narizinho)
- 1929 — O irmão de Pinóquio (inclòs a Reinações de Narizinho)
- 1929 — O circo de escavalinho (inclòs a "Reinações de Narizinho, amb el nom de O circo de cavalinhos)
- 1930 — A pena de papagaio (inclòs a Reinações de Narizinho)
- 1931 — O pó de pirlimpimpim (inclòs a Reinações de Narizinho)
- 1933 — Novas reinações de Narizinho
- 1938 — O museu da Emília (peça de teatre, inclosa en el llibre Histórias diversas)

### Llibres per adults
| - O Saci-Pererê: resultado de um inquérito (1918) - Urupês (1918) - Problema vital (1918) - Cidades mortas (1919) - Ideias de Jeca Tatu (1919) - Negrinha (1920) - A onda verde (1921) - O macaco que se fez homem (1923) - Mundo da lua (1923) - Contos escolhidos (1923) - O garimpeiro do Rio das Garças (1924) - O Presidente Negro/O choque das Raças (1926) - Mr. Slang e o Brasil (1927) - Ferro (1931) - América (1932) | - Na antevéspera (1933) - Contos leves (1935) - O escândalo do petróleo (1936) - Contos pesados (1940) - O espanto das gentes (1941) - Urupês, outros contos e coisas (1943) - A Barca de Gleyre (1944) - Zé Brasil (1947) - Prefácios e entrevistas (1947) - Literatura do minarete (1948) - Conferências, artigos e crônicas (1948) - Cartas escolhidas (1948) - Críticas e outras notas (1948) - Cartas de amor (1948) |